# Wolfgang Mäder
Wolfgang Mäder (* 18. Mai 1938) ist ein deutscher  ehemaliger Funktionär  der Blockpartei CDU der DDR. Er war von 1987 bis 1989 Vorsitzender des CDU-Bezirksvorstandes Neubrandenburg.

## Leben
In kleinbürgerlicher Familie geboren, wurde er 1948 in  Niesky Mitglied der Pionierorganisation  und später der FDJ. Als christlich Erzogener blieb er zugleich auch Mitglied der Jungen Gemeinde. Nach der Oberschule und dem Abitur 1957 arbeitete er zwei Jahre als Bauarbeiter beim Kreisbaubetrieb Niesky. 1957 trat er in die CDU ein. Von 1959 bis 1965 studierte er Architektur an der TH/TU Dresden mit dem Abschluss als Diplom-Ingenieur. Da seine Diplomarbeit dem  ländlichen Bauwesen galt, ging er 1965 in den Agrarbezirk Neubrandenburg und wurde im VEB Landbaukombinat tätig. Ab 1968 leitete er die Abteilung Forschung und Entwicklung. In dieser Zeit hatte er maßgeblich den Einsatz der elektronischen Datenverarbeitung für die Produktionsplanung vorbereitet. 1968 wurde er Mitglied des CDU-Bezirksvorstandes Neubrandenburg und 1972 des Sekretariats des Bezirksvorstandes. Von 1971 bis 1990 war er Abgeordneter des Bezirkstages Neubrandenburg. Ab 1971 war er Mitglied des Rates des Bezirkes Neubrandenburg und Leiter der Aufbauleitung. Als solcher leitete er u. a. den Aufbau des neuen Bezirkskrankenhauses in Neubrandenburg. Im Jahr 1981 wurde er Ratsmitglied für Energie und im Juni 1986 Ratsmitglied für Erholungswesen beim Rat des Bezirkes Neubrandenburg.
Am 25. Februar 1987 wurde er als Nachfolger von Bernd Hillmann zum Vorsitzenden des Bezirksverbandes Neubrandenburg und im Oktober 1987 auf dem 16. CDU-Parteitag zum Mitglied des Hauptvorstandes gewählt. Am 9. Dezember 1989 erklärte er  in Verbindung mit dem Umgestaltungsprozess in der Gesellschaft und der CDU seinen Rücktritt. Nach geheimer Wahl übernahm Winfried Vonholdt die Funktion des amtierenden Vorsitzenden bis zum 11. Januar 1990, dem Tag der nächsten Bezirksdelegiertenkonferenz.
Er kam dann in einem privaten Fachverband für Garten-, Landschafts- und Sportplatzbau beruflich unter und ging nach einer Zeit der Arbeitslosigkeit als Schwerbehinderter in Rente. 1994 trat er der PDS bei, deren stellvertretender Kreisvorsitzender er in Neubrandenburg wurde. Zugleich gehörte er dem Bundeskoordinierungsausschuss der Kommunistischen Plattform dieser Partei an, die er 2007 verließ. Im selben Jahr wurde er Mitglied der  DKP.

## Auszeichnungen
- Verdienstmedaille der DDR
- Otto-Nuschke-Ehrenzeichen in Bronze und Silber
- 1979 Vaterländischer Verdienstorden in Bronze
- 1989 Orden Banner der Arbeit Stufe II